# Matt Wedel
Pour les articles homonymes, voir Wedel (homonymie).
Mathew John Wedel
Mathew John Wedel est un paléontologue américain et professeur agrégé au département d'anatomie de la Western University of Health Sciences en Californie. Wedel étudie les sauropodes et l'évolution des os pneumatiques chez les dinosaures. À l'université Western, Wedel enseigne l'anatomie grossière. Il est l'auteur d'articles ayant nommés Aquilops (2014), Brontomerus (2011), et Sauroposeidon (2000).Il a publié des recherches explorant comment certains dinosaures ont atteint de grandes tailles. En 2016, il publie un livre dont il a co-écrit intitulée The Sauropod Dinosaurs.
Avec les paléontologues Darren Naish et Mike P. Taylor, il a fondé le blog de paléontologie Sauropod Vertebrae Picture of the Week.